# 汪琳
汪琳（Irene Wang，1977年8月26日—），原名汪曉文，前香港無綫電視女藝員。她自1996年起服務無綫電視接近20年，至2013年約滿後不再續約。

## 經歴
汪琳曾就讀聖士提反書院。她於1996年無綫電視藝員訓練班畢業後加入無綫電視。其在1997年擔任《刑事偵緝檔案III》的配角詹翠兒，其後演出的角色，如《狀王宋世傑2》的小青、《十月初五的月光》的汪海琳都是楚楚可憐的角色，一直到《騎呢大狀》的容蓉，已經可以算是第二女主角了。1998年，與梁雪湄、雷晴雯、梁佩盈、任港秀、翟佩雲、李慧萍、姚樂怡組成電波少女組合。又曾與趙薇舊愛葉茂青傳出緋聞。

## 家庭
2008年3月28日，汪琳與拍拖5年的圈外商人張忠弦（Joey）在金鐘港麗酒店舉行婚宴，並於2011年11月1日誕下女兒。同年，她經常上節目《都市閒情》當嘉賓，分享育兒心得以及主持〈煮角招牌菜〉的環節。直至2013年1月26日，她宣布與無綫電視約滿，結束與無綫電視16年賓主關係，專心照顧家庭及女兒。2014年底，汪琳復出接拍十月初五的月光電影版本，重演經典角色汪海琳一角。
另外，1970年代邵氏電影公司女演員汪玲為其姑姑，還有無綫電視前男藝員凌子軒為其偕表弟。

## 演出作品

### 電視劇（無綫電視）
| 首播   | 劇名               | 角色                                              |
| 1997年 | 醉打金枝           | 郭子儀的一個兒媳婦                                |
| 1997年 | 難兄難弟           | 頒獎司儀、頒獎小姐                                |
| 1997年 | 刑事偵緝檔案III    | 詹翠兒                                            |
| 1997年 | 狀王宋世傑         | 仙姑酒坊釀酒姑娘                                  |
| 1997年 | 隱形怪杰           | 莎莎                                              |
| 1997年 | 美味天王           | 夏津津同事                                        |
| 1997年 | 鑑證實錄           | 潘幸瑤                                            |
| 1998年 | 天地豪情           | 世紀航空公司地勤／空姐                            |
| 1998年 | 掃黃先鋒           | Gigi                                              |
| 1998年 | 鹿鼎記             | 蕊初                                              |
| 1998年 | 陀槍師姐           | June                                              |
| 1998年 | 離島特警           | 陳瑩瑩                                            |
| 1998年 | 烈火雄心           | 王芷珊                                            |
| 1998年 | 西游記II           | 小鵬女                                            |
| 1999年 | 鑑證實錄II         | 潘幸瑤（聶津津、金妙玲好友）                      |
| 1999年 | 金玉滿堂           | 小欣                                              |
| 1999年 | 狀王宋世傑2        | 霍小青                                            |
| 1999年 | 刑事偵緝檔案IV     | 李寶屏（檔案八：黑色周五） （武傑、黃國仲前女友） |
| 1999年 | 騙中傳奇           | 四大花魁之一如玉                                  |
| 1999年 | 創世紀             | May                                               |
| 2000年 | 十月初五的月光     | 汪海琳                                            |
| 2001年 | 錦繡良緣           | 阿依瑪                                            |
| 2001年 | 皆大歡喜           | 林玉芬                                            |
| 2001年 | 七號差館           | 孫敏華                                            |
| 2002年 | 騎呢大狀           | 容 蓉                                             |
| 2002年 | 洛神               | 崔 芣                                             |
| 2003年 | 洗冤錄II           | 白如夢                                            |
| 2003年 | 花樣中年           | 王 慧                                             |
| 2004年 | 金枝慾孽           | 陸皓雪                                            |
| 2004年 | 水滸無間道         | 林雪詩                                            |
| 2005年 | 甜孫爺爺           | 花 姐                                             |
| 2005年 | 妙手仁心III        | 涂潔琳（Kelly）                                   |
| 2006年 | 高朋滿座           | 吳美麗（Betty）                                   |
| 2006年 | 鳳凰四重奏         | 容德善（善姨）                                    |
| 2008年 | 野蠻奶奶大戰戈師奶 | 羅雪蓮                                            |
| 2008年 | 珠光寶氣           | Betty                                             |
| 2009年 | 畢打自己人         | 毛袋銀                                            |
| 2009年 | 老婆大人II         | 關太太（「愛迪生幼稚園」學生家長）                |
| 2009年 | 王老虎搶親         | 火焰奶奶                                          |
| 2009年 | 絕代商驕           | 美（May姐）                                       |
| 2009年 | 廉政行動2009       | 黄海之妻                                          |
| 2009年 | 巴不得爸爸...      | 余玉                                              |
| 2010年 | 五味人生           | 廖笙菲                                            |
| 2010年 | 談情說案           | 鄭樂欣（Karen）                                   |
| 2011年 | 仁心解碼           | 謝思雅（CoCo）                                    |
| 2011年 | 點解阿Sir係阿Sir   | 保齡高手                                          |
| 2011年 | 團圓               | 翁以琳                                            |
| 2011年 | 真相               | 強妻                                              |
| 2012年 | 缺宅男女           | Annie                                             |

### 電影
- 1999年《灣仔十二妹》
- 1999年《天地無容》
- 2000年《鬼名模》
- 2001年《夜車之血青年》
- 2003年《癲鳳傻龍》
- 2004年《星夢情真》
- 2006年《新死亡習作2》
- 2015年《十月初五的月光》 飾 汪海琳

## 主持作品

### 節目主持（無綫電視）
- 週末青春派（2000年）
- 翡翠音樂幹線（2000年）
- 日日有食神（2002年）
- 星级厨房（2008年6、7月）共三期
- 靚花緣
- 歡樂今宵

## 廣告作品
- 浪漫婚紗
- 珍宝冷氣机
- 百事檸茶
- 肯德基
- 梨維雅
- 榮華月餅
- 日立電視機 (台灣)
- 星晨旅行社-日本之旅
- Pizza Hurt
- 麥當勞
- 四洲梅酒
- 合味道杯麵 (中國)
- 大家樂
- 好立克 (童年)
- 家樂氏粟米片 (童年)
- 利口樂
- 加洲豪園
- 六福珠宝
- Whisper
- 亞波羅雪糕

## 外部連結
- 汪琳的Facebook專頁
- 汪琳的Instagram帳戶
- 汪琳的新浪微博
- 汪琳在香港影庫上的簡介